# تيم أودونيل
تيم أودونيل (بالإنجليزية: Tim O'Donnell)‏ هو كاتب سيناريو ومخرج أمريكي، ولد في القرن العشرين.

## وصلات خارجية
- تيم أودونيل على موقع IMDb (الإنجليزية)
- تيم أودونيل على موقع ألو سيني (الفرنسية)
- تيم أودونيل على موقع قاعدة بيانات الفيلم (الإنجليزية)